# Saulvaux
Saulvaux è un comune francese di 128 abitanti situato nel dipartimento della Mosa, nella regione del Grand Est.

## Società

### Evoluzione demografica
Abitanti censiti